# Jan Englert
Jan Aleksander Englert, né à Varsovie le 11 mai 1943 , est un acteur polonais de théâtre et de cinéma, metteur en scène, scénariste et réalisateur, professeur à l'Académie de théâtre Alexandre Zelwerowicz, dont il a été le recteur de 1987 à 1993 et de 1996 à 2002.
Il a joué dans plus de 60 films depuis 1957. Il est directeur artistique du Théâtre national de Varsovie depuis 2003.

## Biographie
Après des études achevées en 1964 à l'École nationale supérieure de théâtre de Varsovie (Państwowa Wyższa Szkoła Teatralna, PWST), il commence une longue carrière d'acteur et de metteur en scène. Il avait fait ses débuts à 13 ans avec le rôle du messager Zefir dans le film d'Andrzej Wajda Ils aimaient la vie (Kanał) tourné en 1956.
Il joue dans la troupe de plusieurs théâtres de Varsovie :
- Teatr Współczesny (pl) (1964-1981),
- Théâtre Polski (1981-1994),
- Théâtre national (depuis 1997), dont il est directeur artistique depuis 2003

Il enseigne à l'École nationale supérieure de théâtre de Varsovie (qui devient l'Académie de théâtre Alexandre Zelwerowicz), où il occupe successivement les fonctions de doyen de la faculté d'acteurs (1981-1987), puis recteur (1987-1993 et 1996-2002). Il a le titre universitaire de professeur depuis 1989. Il est très connu pour sa participation
Il est membre du Conseil de la culture auprès du président de la République de Pologne Lech Wałęsa de 1992 à 1993.

## Famille
Jan Englert est le frère de l'acteur Maciej Englert (pl). Il a eu pour épouses successivement les actrices Barbara Sołtysik (pl) (divorcé) puis Beata Lucyna Ścibak (pl).

## Filmographie

### Cinéma
- 1957 : Ils aimaient la vie de Andrzej Wajda
- 1970 : Le Sel de la terre noire de Kazimierz Kutz
- 1971 : Libération de Iouri Ozerov
- 1972 : La Perle de la couronne de Kazimierz Kutz
- 2007 : Katyń (film) de Andrzej Wajda
- 2013 : La Bataille de Westerplatte de Paweł Chochlew : Wincenty Sobociński (pl)
- Les Âmes condamnées (Осъдени души) de Valo Radev

### Télévision
Il joue dans plusieurs feuilletons et séries télévisées très populaires.

## Théâtre
Il est connu du grand public pour sa participation comme metteur en scène et acteur à l'émission populaire de télévision Teatr Telewizji (pl).

## Prix, distinctions et récompenses
- Commandeur de l'Ordre Polonia Restituta. Chevalier de l'ordre Polonia Restituta en 1988, Jan Englert est fait commandeur de cet ordre en 2001.

Il est décoré de la Croix d'or du mérite en 1997. Il reçoit la Médaille d'or du Mérite culturel polonais Gloria Artis en 2005.

## Crédit d'auteurs
- (pl) Cet article est partiellement ou en totalité issu de l’article de Wikipédia en polonais intitulé « Jan Englert » (voir la liste des auteurs).